# تریستان پرتیمن
تریستان پرتیمن (انگلیسی: Tristan Prettyman؛ زادهٔ ۲۳ مهٔ ۱۹۸۲) خواننده-ترانه‌پرداز، خواننده، و آهنگ‌ساز اهل ایالات متحده آمریکا است.